# Snöhätta
För andra artiklar med liknande namn, se Snøhetta
Snöhätta (Microchera albocoronata) är en fågel i familjen kolibrier.

## Utseende
Snöhättan är en mycket liten kolibri med kort och rak näbb. Hanen har en unik och vacker fjäderdräkt, helt vinröd med lysande vitt på främre delen av hjässan. Honan är mer anspråkslös, med snövit undersida.

## Utbredning och systematik
Snöhättan förekommer på bergssluttningar i Centralamerika och delas in i två underarter med följande utbredning:
- Microchera albocoronata parvirostris – mot Karibiska havet från södra Honduras till södra Costa Rica och möjligen i Panama
- Microchera albocoronata albocoronata – mot Karibiska havet och Stilla havet i västra Panama

### Släktskap
Arten placeras traditionellt som ensam art i släktet Microchera. Genetiska studier visar dock att de två arterna i släktet Elvira är nära släkt. De förs idag till samma släkte, där Microchera har prioritet.

## Levnadssätt
Snöhättan ses oftast födosökande vid små lila blommor i trädgårdar och skogsbryn.

## Status och hot
Arten har ett stort utbredningsområde, men tros minska i antal, dock inte tillräckligt kraftigt för att den ska betraktas som hotad. Internationella naturvårdsunionen IUCN listar arten som livskraftig (LC). Beståndet uppskattas till i storleksordningen 50 000 till en halv miljon vuxna individer.